# تاسو وایلد
تاسو وایلد (انگلیسی: Tasso Wild؛ زادهٔ ۱ دسامبر ۱۹۴۰) بازیکن فوتبال اهل آلمان است.
از باشگاه‌هایی که در آن بازی کرده‌است می‌توان به باشگاه فوتبال هرتابرلین و باشگاه فوتبال نورنبرگ اشاره کرد.